# シラジュディン・ハッカーニ
シラジュディン・ハッカーニ（パシュトー語/アラビア語: سراج الدين حقاني, パシュトー語発音: [sɪrɑdʡʒʊˈdin haqɑˈni]; 別名ハリファ、シラージ・ハッカーニ、1979年12月 – ）は、2016年よりアフガニスタン・イスラム首長国(ターリバーン)の第一副指導者を務めてきたアフガニスタンのムジャーヒディーンである。
西側の情報機関や報道機関によると、ハッカーニはターリバーンの準自治軍事組織であるハッカーニ・ネットワークの指導者であるとされるが、ハッカー二自身は「イスラムの敵による偽情報戦の一部」と発言し、組織の存在を否定している。
カブール陥落後、ハッカーニはアフガニスタンの内務大臣代行に任命され、アフガニスタン国内治安部隊の多くを支配下に置いた。ターリバーンの副指導者として、パキスタンの北ワジリスタン地区内の基地からの情報によると、アメリカ軍と連合軍に対する武力闘争を指揮した。
ハッカーニは現在、FBIによる尋問のために指名手配され、アメリカ国務省は逮捕に向けて、彼の居場所に関する情報に対して1000万ドルの報酬金を支払うとしている。

## 出自
シラジュディン・ハッカーニは、パシュトゥーン人の戦士であり、アフガニスタンとパキスタンの親タリバン勢力の軍事指導者であるジャラルディン・ハッカーニの息子である。
1979年12月に生まれたシラジュディンはパキスタンで育った。父親のジャラルディンはアラブ首長国連邦に子供が居るアラブ人女性とも結婚しており、シラジュディン以外にも兄弟がいる。他の兄弟と同様、当初は父親から家庭で学習を受けていたが、1984年に5歳の時、カイバル・パクトゥンクワ州のマドラサ、アンジュマン・ウルーム・アル・クルアーンに入学した。
幼少期をパキスタンの北ワジリスタン州、ミラン・シャーで過ごし、後にパキスタンのカイバル・パクトゥンクワ州、アコラ・ハッタクにある影響力のあるデーオバンド派のダルル・ウルーム・ハッカニアに通った。同神学校は多くの卒業生は最終的にターリバーンに参加することで知られている。
弟のムハンマド・ハッカーニ（Mohammad Haqqani）もネットワークのメンバーであったが、2010年2月18日、北ワジリスタン州のダンデ・ダルパケル村で無人攻撃機によって死亡した。
シラジュディンの表記はアラビア語でسراج الدينとなり、ウルドゥー語の翻訳とする情報源によれば、宗教の光という意味になる。シラージという名前はアラビア語でسِرَاجとなり、同様に光、または光を生み出す物体、すなわち篝火の油つぼ（クレセット）、ランプ、ろうそく、またはそれ自体の意味を持ち、太陽をも意味する。シラージはクルアーンの中で4回使用されるという点でクルアーンの名前であり、シラージは預言者ムハンマドを説明するためにも使用される。
「ハッカーニ」という名前は、ハッカーニ・ネットワークの多くの指導者が出席したダルル・ウルーム・ハッカニアから取られた。パキスタンの有力な地位とアフガニスタンのターリバーン派も、神学校の卒業生によって占められている。

## 活動
ハッカーニは、2008年1月14日にカーブルのセレナ・ホテルを襲撃し、アメリカ市民のトール・デイヴィッド・ヘスラを含む6人が死亡した事件を計画したことを認めている。ハッカーニは、2008年4月に計画されていたハミド・カルザイ暗殺計画の組織と方向性を告白した。彼の軍隊は、2008年12月下旬にカブールで小学校近くの兵舎で爆破を行い、数人の小学生、アフガニスタンの兵士と警備員を殺害したとして連合軍によって非難された。有志連合の要員は影響を受けなかった。
2008年11月、ニューヨーク・タイムズの記者デイビッド・S・ローデがアフガニスタンで誘拐されたが、最初、捕虜は身代金だけの目的であったという。脱出するまでローデは最後の捕虜だったと伝えられている。
いくつかの報告によると、ハッカーニは2010年2月2日に大規模な米国の無人攻撃機の標的であったが、攻撃を受けた地域にはいなかった。
2010年3月、ハッカーニはターリバーンの指導評議会の指導者の一人として描かれた。シラジュディン・ハッカーニの副官サンギン・ザドランは2013年9月5日にアメリカの無人攻撃機によって殺害された。
ハッカーニは、2015年7月29日のアフガニスタン・イスラム首長国の選挙で、アフタール・マンスール指導者によってアフガニスタン・イスラム首長国の第二副指導者に任命された。2016年5月25日、マンスール政権下で第一副議長を務めたハイバトゥッラー・アフンザダが指導者に就任した際、彼は第一副指導者に昇進した。
ジャラルディン・ハッカーニが2018年に長い療養の末死亡し、シラジュディンがリーダーとなったが、ジャラルディンは早くても2008年には運営管理を引き継がせた可能性がある。
2020年5月31日、英国のタリバン専門家アントニオ・ギストッツィはフォーリン・ポリシーに対し、シラジュディン・ハッカーニがCOVID-19に感染、グループの指導体制から欠席したと語った。

### 2021年以降のターリバーン政府
2021年8月にターリバーンがアフガニスタンの支配権を奪還したとき、イスラム首長国の指導者はアフガニスタンの事実上の支配者および国家元首となり、副指導者はアフガニスタンで2番目に強力な地位となった。9月7日にイスラム首長国の暫定内閣でアフガニスタンの内務大臣代理に任命された。
ハッカーニは2022年5月、カーブルでクリスティアン・アマンプールと初めてカメラインタビューに応じた。インタビュー後、アマンプールは副指導者としての立場でアフンザダの「相続人」であり、カンダハールでのアフンザダの孤立のために「率直に言って、現政権の最も力のある一人、実際のタリバン運動においては」と証言した。インタビューの中で、ハッカーニはターリバーンによる女性の扱いに対する国際社会の懸念を取り上げ、女子中等学校の閉鎖がありながら、女性の権利は尊重されると主張した。服装の問題が解決されれば学校を再開すると言い、ターリバーンはアメリカや国際社会との良好な関係を望み、もはやアメリカを敵とは見ていないと述べた。

## 著作
2010年、144ページのパシュトー語で書かれた本を出版、「ムジャヒディーンの利益のための軍事レッスン」と題する訓練マニュアルで、アルカイダの影響を示し、斬首と自爆テロを支持しながら西側を標的にすることを正当化し、イスラム教徒に「溶け込み、髭を剃り、西洋の服を着、辛抱強くあれ」と説いた。 2011年11月に執筆した専門家は、この本がアフガニスタンとパキスタンで、1か月で約1万部配布されたと述べ、「高品質の紙に白黒写真、ゲリラとテロリストのためのこのマニュアルはジハードセルを設置する方法の指示で始まる。 資金調達方、人員募集方、訓練方法」が書かれているとし、致命的な武器、爆発装置の製造方法と使用方法、攻撃目標となる鉄道線路、橋など公共設備の詳細も含まれている。
2015年にアクタル・マンスールがタリバンの新指導者に選出されたとき、シラジュディン・ハッカーニを引用した通信が投稿された。
...イスラム首長国のすべての人への私の特別な勧告は、内部統一と規律を維持することである...
シラジュディン・ハッカーニは、2020年2月20日にニューヨーク・タイムズ紙に「我々タリバンが望むもの」と題する意見書 を掲載し、テロリストに記事を書く機会を与えたという論争を起こした。